# Shea Langeliers
Shea Langeliers (Portland, Oregón, 18 de noviembre de 1997) es un jugador profesional estadounidense de béisbol que se desempeña en la posición de cácher en Oakland Athletics, equipo de las Grandes Ligas de Béisbol (MLB).

## Carrera
Fue seleccionado en la primera ronda en el Draft de la MLB de 2019. En 2022 hizo su debut profesional con el equipo Oakland Athletics, donde lleva jugando tres temporadas.